# کیهان ورزشی (هفته‌نامه)
کیهان ورزشی یک هفته‌نامهٔ مستقل ورزشی چاپ تهران است که مؤسسه کیهان آن را از ۱۸ آذر ۱۳۳۴ تاکنون چاپ می‌کند. کیهان ورزشی، قدیمی‌ترین مجله ورزشی در ایران و با انتشار بیش از ۳۴۰۰ شماره در نزدیک به ۷۰ سال از موفق‌ترین نشریات ورزشی در تاریخ روزنامه‌نگاری ایران است. پیش از انقلاب، کیهان ورزشی و دنیای ورزش مهم‌ترین نشریات ورزشی ایران بودند. شمارۀ ۳۴۰۰ کیهان ورزشی در تاریخ شنبه ۲۶ آذر ۱۴۰۱ به قیمت بیست هزار تومان در ۸۴ صفحه منتشر شده است.

## تولد
کیهان ورزشی در آذرماه سال ۱۳۳۴ توسط مصطفی مصباح‌زاده، مؤسس روزنامه کیهان بنیان‌گذاشته شد.
دو روزنامه‌نگار جوان در آن‌روزها به نام‌های صدرالدین الهی، کاظم گیلان‌پور، به سردبیری محمود منصفی و مدیریت منوچهر قره‌گزلو، رئیس وقت فدراسیون دوچرخه‌سواری که از نزدیکان محمدرضا شاه پهلوی بود، نقش مهمی در انتشار کیهان ورزشی داشتند.
شماره نخست کیهان ورزشی در تاریخ ۱۸ آذر ۱۳۳۴ با قیمت «۳ ریال» و در ۱۲ صفحه، روی پیش‌خوان مطبوعات ایران رفت.